# کاله یورگنسون
کاله یورگنسون (استونیایی: Kalle Jürgenson؛ زادهٔ ۱ سپتامبر ۱۹۶۰) سیاستمدار و نماینده سابق اهل استونی است.